# Epsilon Coronae Australis
Epsilon Coronae Australis (ε Coronae Australis, förkortat Epsilon CrA, ε CrA) som är stjärnans Bayer-beteckning, är en dubbelstjärna belägen i den norra delen av stjärnbilden Södra kronan. Den har en skenbar magnitud på 4,75 – 5,0 och är synlig för blotta ögat där ljusföroreningar ej förekommer. Baserat på parallaxmätning inom Hipparcosuppdraget på ca 33,1 mas, beräknas den befinna sig på ett avstånd på ca 98 ljusår (ca 30 parsek) från solen.

## Egenskaper
Primärstjärnan Epsilon Coronae Australis A är en gul till vit stjärna i huvudserien av spektralklass F4V Fe-0.8+. Den har massa som är ca 1,9 gånger större än solens massa, en radie som är ca 2,2 gånger större än solens och utsänder från dess fotosfär ca 159 gånger mera energi än solen vid en effektiv temperatur av ca 6 500 K.
Epsilon Coronae Australis är en förmörkelsevariabel av W Ursae Majoris-typ (EW/KW), som varierar mellan visuell magnitud +4,74 och 5 med en period av 0,5914264 dygn eller 14,19423 timmar.